# Anatoli Serdiukov
Anatoli Eduàrdovitx Serdiukov (en rus Анато́лий Эдуа́рдович Сердюко́в) (8 de gener de 1962, Unió Soviètica) és un polític i empresari rus. Fou ministre de defensa de Rússia des del 15 de gener del 2007 fins al 6 de novembre del 2012. És conegut pel llançament d'importants reformes a l'exèrcit rus.

## Inicis
Serdiukov es graduà a l'Institut de Comerç Soviètic el 1984 amb un títol d'economia. Del 1984 al 1985 serví a l'exèrcit soviètic. Des del 1985 havia treballat a una botiga de mobles i del 1995 al 2000 fou el director general del mercat de mobles, en una companyia de mobles a Sant Petersburg. La carrera de Serdiukov començà a desenvolupar-se amb gran èxit després de l'elecció de Vladímir Putin com a president de Rússia el 2000. El 2001 es graduà del Departament de Dret a la Universitat Estatal de Sant Petersburg. Del 2000 al 2001 treballà com a Cap Adjunt del Ministeri d'Impostos de Rússia, des del 2001 fins al 2004 dirigí la direcció, succeint Víktor Zubkov, el seu sogre. El 2 de març del 2004 fou nomenat viceministre d'impostos de Rússia.
Durant el període 2004-2007 dirigí el Ministeri d'Impostos de Rússia (el juliol del 2004 reorganitzà el servei d'impostos federals de Rússia). Durant aquest període els principals funcionaris del servei foren reemplaçats principalment per Serdiukov. També desenvolupà una rotació de personal i el nomenament d'ex-funcionaris d'impostos federals al servei dels departaments fiscals regionals dels subjectes federals de Rússia.